# Lípy v Malé Lhotě
Dvě památné lípy (Tilia cordata) se nacházejí na návsi ve vesnici Malá Lhota asi 4 km severně od městečka Sobotka v okrese Jičín.
Památné stromy byly vyhlášeny rozhodnutím CHKO Český ráj č. 761 z 13. 9. 1993.
Ošetřeny v roce 1991 instalací pevného kovového táhla. V roce 1997 provedena instalace dalšího táhla z textilního materiálu. Na podzim roku 2000 proveden zdravotní řez.
- Stáří: 200 let
- Obvod: 3,05 a 3,6 m
- Výška: 28 m
- Ev. č. ústř. seznamu OP 604025